# بطولة إفريقيا لكرة القدم للشباب 2007
بطولة أفريقيا لكرة القدم للشباب 2007 (بطولة أورانج الشباب الأفريقية لأسباب الرعاية) هي مسابقة كرة قدم لمستوى تحت 20 سنة للفرق الوطنية في أفريقيا نظمتها جمهورية الكونغو في الفترة الممتدة من 20 يناير إلى 4 فبراير 2007.
المنتخبات الأربعة الأوائل تأهّلت إلى بطولة العالم للشباب لكرة القدم 2007 بكندا.

## الوصلات الخارجية
- نتائج المباريات من آر إس إس إس إف